# Waldes Pasolini
Waldes Pasolini (* 3. Juni 1962) ist ein ehemaliger san-marinesischer Fußballspieler.
Pasolini spielte unter anderem für SS Juvenes Serravalle und den italienischen Verein AC Ponte Verucchio. Für die Nationalmannschaft San Marinos debütierte er am 28. März 1986 gegen ein Olympiateam aus Kanada. Dieses Spiel sowie drei weitere, in denen Pasolini 1987 auflief, zählten jedoch nicht als offizielle Länderspiele, so dass als offizielles Länderspieldebüt das Qualifikationsspiel für die Fußball-Europameisterschaft 1992 gegen die Schweiz am 14. November 1990 gilt. Pasolini bestritt vierzehn Länderspiele und erzielte am 27. März 1991 bei der 1:3-Niederlage gegen Rumänien das erste Tor für San Marino in einem offiziellen Fußballspiel. Sein letztes Länderspiel absolvierte er am 10. November 1996 gegen die Nationalmannschaft der Türkei.